# Iossif Solomonowitsch Schapiro
Iossif Solomonowitsch Schapiro (russisch Иосиф Соломонович Шапиро, * 13. November 1918 in Kiew; † 13. März 1999 in Moskau) war ein sowjetischer Physiker, der auf dem Gebiet der theoretischen Kernphysik und Teilchenphysik arbeitete.

## Leben und Wirken
Schapiro wurde in einer jüdischen Familie geboren, die 1926 von Kiew nach Moskau übersiedelte. Er studierte ab 1936 an der Physikalischen Fakultät der Lomonossow-Universität, wo er 1941 seinen Abschluss machte. Mit Beginn des Deutsch-Sowjetischen Krieges wurde er zur Armee eingezogen und war Artillerieoffizier. 1985 wurde er mit dem Orden des Vaterländischen Krieges geehrt. 
Nach seiner Demobilisierung im März 1945 absolvierte er ein Zusatzstudium in Kernphysik, wobei er als Experimentator begann und seine wissenschaftliche Arbeit an der Lomonossow-Universität wesentlich durch den späteren Nobelpreisträger Ilja Frank beeinflusst wurde. Mit ihm baute er 1946 erstmals in der UdSSR eine Wilsonsche Nebelkammer zum Nachweis ionisierender Strahlung; sie wurde von ihnen zur Untersuchung der kosmischen Strahlung eingesetzt. 1956 erhielt er den russischen Doktortitel (entspricht der Habilitation). 1958 wechselte er von der Lomonossow-Universität an das Institut für Theoretische und Experimentelle Physik (ITEP) und von dort 1981 an das Lebedew-Institut der Akademie der Wissenschaften. Neben seiner Forschungsarbeit lehrte er als Professor an der Nationalen Forschungsuniversität für Kerntechnik „MIFI“.
Sein Arbeitsgebiet war die theoretische Kern- und Teilchenphysik. Er veröffentlichte Aufsätze zur Theorie der schwachen Wechselwirkung, zur Paritätsverletzung, zu verschiedenen Kernreaktionen (speziell Nukleon-Antinukleon-Systeme), zur relativistischen Streutheorie und zur Physik der dichten Kernmaterie.
Neben seinen theoretisch-physikalischen Arbeiten publizierte Schapiro 1972 einen vielbeachteten Aufsatz über die Geschichte der Entdeckung der Maxwell-Gleichungen, der in mehrere Sprachen übersetzt wurde. Am ITEP und am Lebedew-Institut hielt er Vorlesungen zur Physikgeschichte.
1979 wurde er zum korrespondierenden Mitglied der Akademie der Wissenschaften der UdSSR gewählt.
Schapiro starb im Alter von 80 Jahren und wurde auf dem Donskoi-Friedhof in Moskau beigesetzt.

## Schriften (Auswahl)
- I. S. Shapiro: Weak interactions in the theory of elementary particles with finite space. In: Nuclear Physics. Band 21, November–December, 1960, S. 474–491, doi:10.1016/0029-5582(60)90071-7.
- I. S. Shapiro: Expansion of the scattering amplitude in relativistic spherical functions. In: Physics Letters. Band 1, Nr. 7, 1962, S. 253–255, doi:10.1016/0031-9163(62)91370-7.
- I. S. Shapiro, V. M. Kolybasov, G. R. Augst: Treiman-Yang criterion for direct nuclear reactions. In: Nuclear Physics. Band 61, Nr. 3, 1965, S. 353–367, doi:10.1016/0029-5582(65)90097-0.
- I. S. Shapiro: On the history of the discovery of the Maxwell equations. In: Soviet Physics Uspekhi. Band 15, Nr. 5, 1973, S. 651, doi:10.1070/PU1973v015n05ABEH005038.
- I. S. Shapiro: The interaction of slow antinucleons with nucleons and nuclei. In: Soviet Physics Uspekhi. Band 16, Nr. 2, 1973, S. 173, doi:10.1070/PU1973v016n02ABEH005163.
- L. N. Bogdanova, O. D. Dalkarov, I. S. Shapiro: Quasinuclear systems of nucleons and antinucleons. In: Annals of Physics. Band 84, Nr. 1–2, 1974, S. 261–284, doi:10.1016/0003-4916(74)90303-0.
- I. S. Shapiro: Physics of nucleon-antinucleon systems. In: Physics Reports. Band 35, Nr. 2, 1978, S. 129–185.